# Fasmofobia
Se denomina fasmofobia o espectrofobia (en inglés phasmophobia o spectrophobia) al miedo persistente a los fantasmas y es un tipo de fobia específica de la bogifobia.Proviene del griego φάσμα (phásma), que significa "aparición", y -φοβία (-phobía), que significa "miedo". Suele desarrollarse a partir de experiencias en la infancia y provoca que quienes lo padecen puedan experimentar ataques de pánico.
El miedo hacia los fantasmas en diversas culturas surge de la creencia de que algunos pueden actuar con hostilidad hacia las personas o incluso representar una amenaza, aunque también pueden ser traviesos, indiferentes o inofensivos. Este tipo de miedo suele estar asociado al miedo a la oscuridad y es uno de los temores más extendidos.

## Conceptos típicos
El temor a los fantasmas sigue siendo común, incluso en sociedades modernas y tecnológicamente avanzadas. El filósofo Peter van Inwagen señaló:
Soy perfectamente consciente de que el miedo a los fantasmas es contrario a la ciencia, la razón y la religión. Si me condenaran a pasar una noche solo en un cementerio, ya sabría que las ramas se romperían, el viento gemiría y que habría movimientos invisibles en la oscuridad. Y, sin embargo, después de haber sido llevado a rastras al cementerio, sentiría un escalofrío de miedo cada vez que ocurriera una de estas cosas...
En muchas historias tradicionales, los fantasmas suelen ser descritos como espíritus de personas fallecidas que buscan venganza o están atrapados en el mundo terrenal debido a actos negativos realizados en vida. Además, se cree que la presencia de un espectro puede ser un mal augurio, anunciando la muerte. Ver a un doble fantasmal, conocido como doppelgänger, es considerado otro presagio similar.

## Culturas indígenas

### Wari'
Los Wari', un grupo indígena de la selva amazónica, tienen la creencia de que los espíritus de los muertos pueden manifestarse como espectros temibles conocidos como jima. Se dice que el jima tiene manos poderosas, frías y venenosas, con las que intenta robar el alma de quien se cruza en su camino.

### Papúes
Un misionero del siglo XIX describió el temor a los fantasmas entre los papúes de la siguiente manera:
Es comprensible que entre los papúes prevalezca un gran temor a los fantasmas. Incluso de día se resisten a pasar junto a una tumba, pero por la noche nunca lo harían. Pues los muertos vagan en busca de gambier y tabaco, y también pueden navegar mar adentro en canoa. Algunos de los difuntos, sobre todo los llamados mambrie o héroes, les inspiran un temor especial. En tales casos, durante algunos días después del entierro, se puede oír al atardecer un estruendo simultáneo y horrible en todas las casas de todos los pueblos: gritos, alaridos, golpes y lanzamiento de palos; por fortuna, el alboroto no dura mucho ya que su intención es obligar al fantasma a irse. Ya le han dado todo lo que le corresponde; a saber, una tumba, un banquete fúnebre y adornos funerarios. Y ahora le suplican que no se inmiscuya más en vida, que no infunda ninguna enfermedad a los supervivientes y que no los mate ni se los lleve, como dicen los papúes.